# Juan Barcelón y Abellán
Juan Barcelón y Abellán, né le 30 juin 1739 à Lorca et mort le 19 octobre 1801 à Madrid, est un graveur espagnol en taille douce.

## Biographie
Juan Barcelón y Abellán naît le 30 juin 1739 à Lorca.
Il apprend le dessin dès son plus jeune âge dans l'atelier du sculpteur Francisco Salzillo. Il s'installe à Madrid en 1759, où il reçoit un prix de l'Académie royale de San Fernando, dans la section peinture. L'année suivante, il participe au concours général de cette institution et obtient le premier prix de peinture. À partir de 1762, après avoir reçu une pension de quatre ans, il se consacre exclusivement à la gravure sur bois. En 1763, il reçoit le prix de gravure décerné par l'académie et son maître, Juan Bernabé Palomino, le nomme assistant de son atelier. En 1777, il reçoit la plus haute distinction de la corporation : le grade d'académicien de mérite.
Juan Barcelón y Abellán meurt le 19 octobre 1801 à Madrid.

## Œuvres

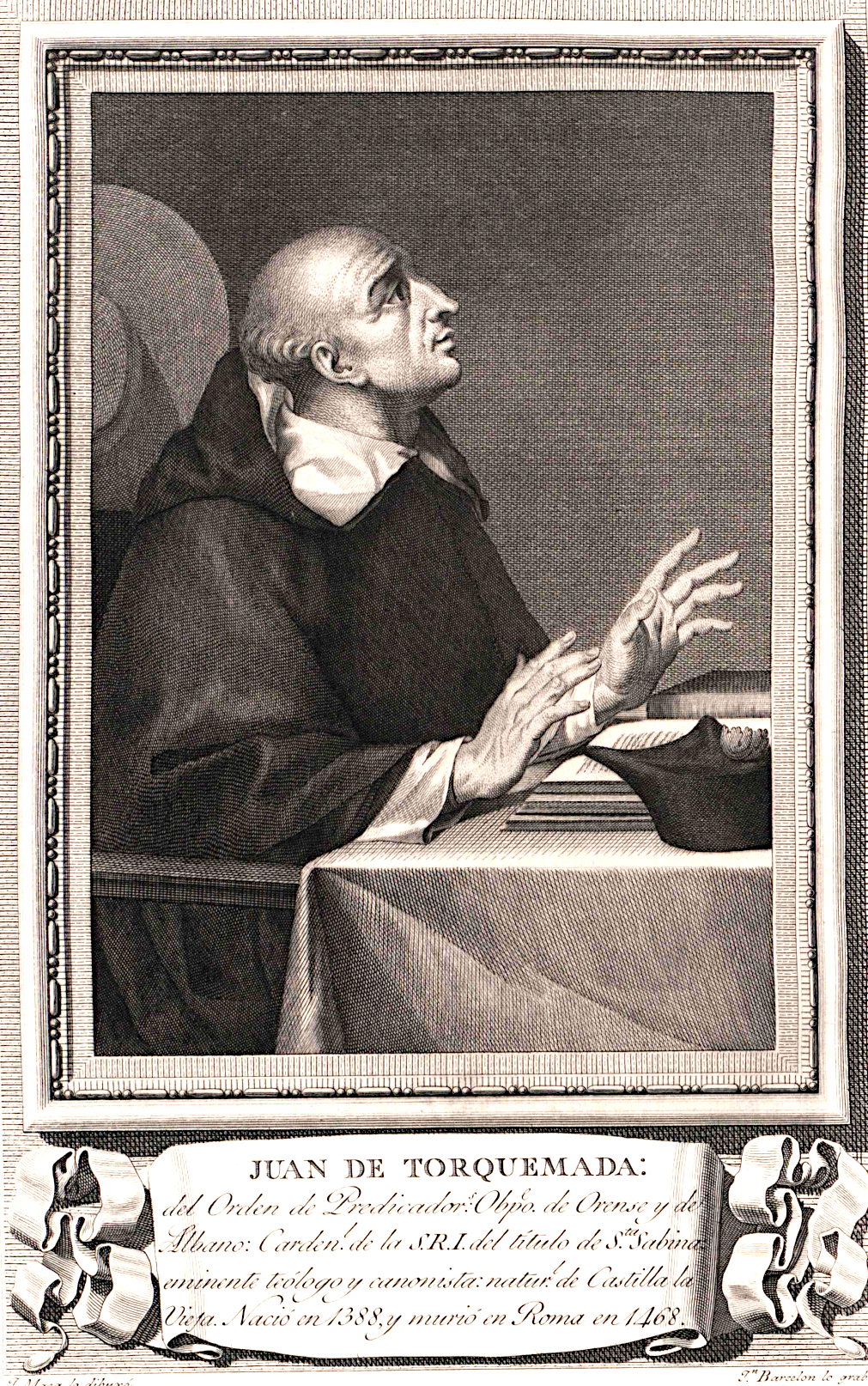
Juan de Torquemada (1791).

Cet artiste grave, avec Nicolas Bassanti, 24 planches d’après Luca Giordano. Il reproduit le portrait de Jean de Torquemada, d’après J. Maëa. En 1780, il grave deux planches pour l’illustration du Don Quichotte publié à Madrid. 